# Фридерада
Фридерада (фр. Friderada; умерла не ранее 885) — герцогиня Эльзаса (883—885) по браку с Гуго из династии Каролингов.

## Биография
Фридерада упоминается в нескольких средневековых исторических источниках, в том числе в хрониках Регино Прюмского и Саксонского анналиста.
О происхождении Фридерады достоверно известно только то, что её родителями были представители франкской знати. На основании упоминаний внука Фридерады, герцога Лотарингии Оттона I, как родственника императора Священной Римской империи Оттона I Великого, предполагается, что её близким родственником был герцог Саксонии Людольф. Возможно, Фридерада могла быть его дочерью или внучкой.
Первым супругом Фридерады был Ангерран I, граф Эно и один из приближённых правителя Западно-Франкского королевства Карла II Лысого. В этом браке родилась неизвестная по имени дочь, ставшая женой графа Вердена Риквина.
Фридерада после смерти Ангеррана I снова вышла замуж. По одному мнению, её вторым супругом был граф Орнуа Викберт, сына Ламберта II Нантского. Об этом сообщается в хронике Саксонского анналиста. По некоторым данным, сыном Викберта и Фридерады был некий Викберт, упоминавшийся в 895 году. По другому мнению, Фридерада была женой графа Шарпеня (современного Дьёлуара) Бернара, а Викберт был её опекуном. По третьему же мнению, Фридерада была супругой обоих этих персон: сначала Бернара, затем Викберта.
Бернар и Викберт были приближёнными герцога Эльзаса Гуго, внебрачного сына короля Лотаря II и его конкубины Вальдрады. Однако когда герцог в 883 году попытался получить королевский титул, вместе с несколькими другими графами Срединного королевства они восстали против своего сеньора. Кто бы из этих двух персон — Бернар или Викберт — ни был мужем Фридерады, он был убит по приказу Гуго. Сразу же после того покорённый красотой Фридерады герцог Эльзаса сам женился на овдовевшей женщине.
В 885 году Гуго Эльзасский заключил союз с правителем Фрисландии Годфридом, мужем своей сестры Гизелы. Он намеревался захватить королевство своего отца, но император Карл III Толстый узнал об этом. Сначала по его приказу герцог Готфрид был убит Генрихом Нейстрийским, а затем в Гондревиле схвачен и ослеплён Гуго. Лишённый всех владений, бывший герцог Эльзаса был сначала сослан в Санкт-Галленское аббатство, затем в Фульду, и, наконец, в Прюмский монастырь.
Последнее достоверное свидетельство о Гуго относится к 895 году. Предполагается, что так и оставшись бездетным, он умер вскоре после этой даты. Никаких свидетельств о судьбе Фридерады после лишения её титула герцогини Эльзаса не сохранилось.